# Groenrugastrild
De groenrugastrild (Coccopygia melanotis; synoniem: Estrilda melanotis) is een zangvogel uit de familie Estrildidae (prachtvinken).

## Verspreiding en leefgebied
Deze soort komt voor van zuidwestelijk Zimbabwe tot uiterst zuidelijk Mozambique en noordelijk Zuid-Afrika.